# La Milesse
La Milesse är en kommun i departementet Sarthe i regionen Pays de la Loire i nordvästra Frankrike. Kommunen ligger i kantonen Le Mans-Nord-Ouest som tillhör arrondissementet Le Mans. År 2022 hade La Milesse 2 631 invånare.

## Befolkningsutveckling
Antalet invånare i kommunen La Milesse
| Referens: INSEE |